# Carlos Correia
Pour les articles homonymes, voir Correia.
Carlos Correia, né le 6 novembre 1933 à Bissau et mort le 14 août 2021, est un homme d'État bissau-guinéen, Premier ministre du 17 septembre 2015 au 27 mai 2016.  Il a déjà été précédemment Premier ministre à trois reprises, du 27 décembre 1991 au 26 octobre 1994, du 6 juin 1997 au 3 décembre 1998 et du 5 août 2008 au 2 janvier 2009.

## Biographie
Le 12 mai 2016, le président José Mário Vaz le limoge avec son gouvernement. Baciro Djá lui succède. Cependant, son gouvernement refuse de céder le pouvoir.
En juin 2016, après que son gouvernement a décidé de ne pas quitter le siège du gouvernement au profit du gouvernement Djá, la Justice bissau-guinéenne décide de couper l'eau et l'électricité dans le bâtiment, ainsi que d'interdire l'entrée aux ministres déjà sortis. Le 10 juin 2016, il quitte le siège du gouvernement avec ses ministres.